# Montespertoli
Montespertoli es una localidad italiana de la ciudad metropolitana de Florencia, región de Toscana, con 13.249 habitantes.

Ubicación de la ciudad de Montespertoli dentro de la provincia de Florencia.

## Evolución demográfica
| Gráfica de evolución demográfica de Montespertoli entre 1861 y 2001 |
|                                                                     |
| Fuente ISTAT - Elaboración gráfica por parte de Wikipedia           |

## Ciudades hermanas
- Neustadt an der Aisch,  Alemania.